# ファサー
ファサー（ペルシア語: فسا, Fasa/Fassa）とは、イランのファールス州ファサー郡中央地区の都市であり、地区と郡の中心都市に定められている。2016年当時の人口は110,825人。ファサーは州内で4番目に人口が多い都市であり、歴史はアケメネス朝期にさかのぼる。
町の経済は農業と牧畜に基盤を置いている。シーラーズからケルマーンに向かう街道上に位置しており、ジャフロム、ダーラーブ、サルヴェスターン、ハラーメ、エスタフバーンと接している。

## 語源
ファサーという町の名称は「パサー（Pasā）」という古語に由来しており、語源について様々な説が提唱されている。現地の伝承では、神話上の王タフムーラスの孫（もしくは子）であるパサという王子にちなんで名づけられたとされている。ほか、古代ペルシア語で「野営場」を意味する「pa-sāya」、エラム語の「Pa-iš-šá-taš」が転訛した「Fasāta」が語源の候補に挙げられている。7世紀にファサーを含むペルシャはアラブ世界のイスラーム教徒に征服され、彼らが使用するアラビア語には"P"の音がないため、イスラームの著述家はパサーを「ファサー（Fasā）」、あるいは「バサー（Basā）」と表記した。最終的にアラビア語化された名称の「ファサー」が「パサー」に代わって使われるようになった。
現代のファサーのニスバ（由来名、デモニム）は「ファサーイー」であり、イブン・アル＝サマーニーなどが著した中世の書籍では「ファサーウィー」というニスバが使われているファールス地方の住民は「ファサーの地域」を意味するペルシア語に由来する「バサシーリー」というニスバを使用していた。

## 歴史
ファサーの起源は遅くともアケメネス朝時代、おそらくはそれ以前に遡る。先史時代の遺跡のいくつかはファサー一帯における初期の人類の活動の痕跡であり、ほとんどが新石器時代のものである。これらの遺跡の一つが、ファサーの南東3kmに存在する縦660m・横幅750mの遺丘タル・イ・ザッハークである。タル・イ・ザッハークには紀元前3千年紀から13世紀にかけての考古学的な土層があり、ある時期からタル・イ・ザッハークに存在していた居住区域は放棄され、現代の市街地が「ファサー」という名称で呼ばれるようになった。町の名称が古代ペルシア語の「野営場」に由来する説が正しい場合、ファサーは遊牧民の野営場が定住地に発展した町だと考えられる。
タル・イ・ザッハークからは先史時代の陶器が発掘されており、紀元前2000年から紀元前1800年に製作されたものだと推定されている。しかし、それらの陶器が製作された時代からアケメネス朝期の間の歴史を推測する遺物は発見されていない。反り返った縁が特徴的な丁寧に磨かれた赤色の陶器が発見されているが、これはアケメネス朝期に製作されたものだと推定されており、日干しレンガで作られた巨大なプラットフォームはペルセポリスやパサルガダエの遺跡の様式に似ていることから、これもアケメネス朝期のものだと考えられている。遺跡の柱脚には大きい縦溝が彫られているが、ペルセポリスの柱脚にも同様の特徴が見られることから、アケメネス朝時代のファサーは王宮、あるいは行政の拠点が設置されていたと推定されている。
7世紀に入ってイスラーム教徒のペルシア征服が始まり、イスラームの将軍ウスマーン・イブン・アビー・アル＝アースとファサーとダーラーブギルドを管轄するゾロアスター教の神官の交渉の末、644年にファサーは無欠でイスラーム勢力の支配下に入った。歴史家のイブン・アル＝バルヒーによれば、神官はアマーン（安全保証）と引き換えに200万ディルハムの支払いを申し出、住民がジズヤの貢納を続けることを約束したという。
10世紀に地理学者のイスタフリーによれば、当時のファサーの規模はファールス地方の州都シーラーズとほぼ同じであり、交易によって町は潤っていたという。同じく10世紀の地理学者であるアル・ムカッダーシーはファサーの住民の性質を誉め、シーラーズよりも規模が大きい会衆モスクについて述べている。982年に成立した著者不明の地理書" Hudud al-'Alam"でも、やはり当時のファサーが商業の拠点であり、繁栄を謳歌していたと記されている。しかし、989年/90年にブワイフ朝の内戦にファサーは巻き込まれ、ファサーはブワイフ朝の君主サムサーム・ウッダウラと対立する勢力の攻撃を受けて破壊される。1050年にはセルジューク家のアルプ・アルスラーンがブワイフ朝の支配下にあるファサーを奇襲し、300万ディナールに相当する財宝と3000人の捕虜を携えてメルヴに帰還した。イブン・アル＝バルヒーは秩序を失い、町の大部分が廃墟となった1100年代初期のファサーの惨状を伝えており、町の衰退が進んだたためか、ファサーに言及した史料の数は激減する。タル・イ・ザッハークで発見された最新の陶器の破片が12世紀から13世紀のものだということからも、ファサーの繁栄が過ぎ去ったことがうかがえる。
サファヴィー朝時代に会衆モスク、バーザール、ハンマームなどのファサーの都市機能が整備され、それらはアフシャール朝時代に拡張された。1762年/63年にザンド朝のカリーム・ハーンはエスファハーン近辺のバフティヤーリー族を討伐し、彼らの一部がファサー近辺に移住した。ガージャール朝時代にファサーの衰退は進行するが、主な原因として流行病、飢饉、 政情不安、治安の悪化が挙げられている。

## 気候
ファサーはケッペンの気候区分で乾燥帯（BSh）に分類され、高温半乾燥気候に属する。年間降水量の平均は約290mmである。
| Fasa (1966-2010)の気候 | Fasa (1966-2010)の気候 | Fasa (1966-2010)の気候 | Fasa (1966-2010)の気候 | Fasa (1966-2010)の気候 | Fasa (1966-2010)の気候 | Fasa (1966-2010)の気候 | Fasa (1966-2010)の気候 | Fasa (1966-2010)の気候 | Fasa (1966-2010)の気候 | Fasa (1966-2010)の気候 | Fasa (1966-2010)の気候 | Fasa (1966-2010)の気候 | Fasa (1966-2010)の気候 |
| 月 | 1月                    | 2月                    | 3月                    | 4月                    | 5月                    | 6月                    | 7月                    | 8月                    | 9月                    | 10月                   | 11月                   | 12月                   | 年                     |
| --- | ---------------------- | ---------------------- | ---------------------- | ---------------------- | ---------------------- | ---------------------- | ---------------------- | ---------------------- | ---------------------- | ---------------------- | ---------------------- | ---------------------- | ---------------------- |
| 最高気温記録 °C （°F） | 24.0 (75.2)            | 27.0 (80.6)            | 31.0 (87.8)            | 39.0 (102.2)           | 40.0 (104)             | 45.0 (113)             | 45.0 (113)             | 43.0 (109.4)           | 41.0 (105.8)           | 39.0 (102.2)           | 30.0 (86)              | 28.0 (82.4)            | 42 (108)               |
| 平均最高気温 °C （°F） | 14.3 (57.7)            | 16.8 (62.2)            | 20.8 (69.4)            | 26.7 (80.1)            | 33.5 (92.3)            | 38.3 (100.9)           | 39.7 (103.5)           | 38.7 (101.7)           | 35.3 (95.5)            | 29.8 (85.6)            | 22.7 (72.9)            | 16.7 (62.1)            | 27.78 (81.99)          |
| 日平均気温 °C （°F） | 7.7 (45.9)             | 9.6 (49.3)             | 13.2 (55.8)            | 18.2 (64.8)            | 24.3 (75.7)            | 28.7 (83.7)            | 30.6 (87.1)            | 29.6 (85.3)            | 25.8 (78.4)            | 20.3 (68.5)            | 14.1 (57.4)            | 9.6 (49.3)             | 19.31 (66.77)          |
| 平均最低気温 °C （°F） | 1.1 (34)               | 2.5 (36.5)             | 5.6 (42.1)             | 9.7 (49.5)             | 15.1 (59.2)            | 19.0 (66.2)            | 21.6 (70.9)            | 20.6 (69.1)            | 16.2 (61.2)            | 10.9 (51.6)            | 5.6 (42.1)             | 2.5 (36.5)             | 10.87 (51.58)          |
| 最低気温記録 °C （°F） | −6.0 (21.2)            | −5.6 (21.9)            | −5.0 (23)              | 0.0 (32)               | 4.0 (39.2)             | 10.6 (51.1)            | 14.0 (57.2)            | 11.0 (51.8)            | 6.0 (42.8)             | 2.0 (35.6)             | −2.6 (27.3)            | −7.0 (19.4)            | −7 (19.4)              |
| 降水量 mm （inch） | 82.3 (3.24)            | 50.9 (2.004)           | 52.4 (2.063)           | 18.5 (0.728)           | 2.1 (0.083)            | 0.3 (0.012)            | 1.5 (0.059)            | 1.4 (0.055)            | 0.3 (0.012)            | 1.5 (0.059)            | 13.1 (0.516)           | 65.6 (2.583)           | 289.9 (11.414)         |
| 出典：https://web.archive.org/web/20190716224842/http://www.chaharmahalmet.ir:80/stat/archive/iran/far/FASSA/, Fars province Meteorological Organization |                        |                        |                        |                        |                        |                        |                        |                        |                        |                        |                        |                        |                        |

## 住民
2016年に実施された調査では人口は110,825人、33,379世帯が計上された。
ファサーの住民はペルシア語を母語とするが、ハムセ連合の住民も少なからず存在する。住民のほぼ全員がシーア派のイスラム教徒である。また、人類学者のヘンリー・フィールドは1939年に刊行した自著の中で、ファサーには13,000人のチェルケス人が住んでいたことを記している。

## 経済
ファサーは農業が盛んであり、小麦や綿花の栽培で知られている。牧畜は農業に次ぐ産業であり、様々な家畜や乳製品、羊毛、皮革、肉類が市内で生産されている。"Fasaei bread"（ペルシア語: نان فسایی）と呼ばれるパンが名物として知られており、キリム、ギャッベ、ジャジムなどの手工芸品、レモン、オレンジ、タンジェリン、ザクロ、クルミ、ピスタチオなどの果実も特産品となっている。

## 交通
ファサーとシーラーズは高速道路で接続されている。また、ファサーとダーラーブ、ファサーとエスタフバーン、ネイリーズを結ぶ高速道路が建設されている。
シーラーズとケルマーン州のゴルゴハール鉱山を結ぶ路線の駅がファサーに設置されており、町の近郊にはファサー空港が存在する。空港は1,982mの滑走路を備えており、現在は営業を停止しているが、営業の再開を目指して滑走路の改善や拡張が検討されている。